# Gueschart
Gueschart är en kommun i departementet Somme i regionen Hauts-de-France i norra Frankrike. Kommunen ligger i kantonen Crécy-en-Ponthieu som tillhör arrondissementet Abbeville. År 2022 hade Gueschart 368 invånare.

## Befolkningsutveckling
Antalet invånare i kommunen Gueschart
| Referens: INSEE |